# Associazione Calcio Cesena 2014-2015
Questa voce raccoglie le informazioni riguardanti l'Associazione Calcio Cesena nelle competizioni ufficiali della stagione 2014-2015.

## Stagione
Il Cesena, dopo aver vinto i play-off contro il Latina nella stagione precedente, torna in Serie A, dove l'ultima apparizione risaliva alla stagione 2011-2012. In panchina è confermato Pierpaolo Bisoli. La stagione inizia il 31 agosto 2014 con la vittoria contro il Parma per 1-0: gol di Alejandro Rodríguez.
In Coppa Italia il Cesena supera il primo impegno battendo la Casertana per 1-0, ma viene eliminato dall'Udinese che si impone per 4-2.
Il campionato prosegue in maniera molto negativa tanto che dopo quindici giornate e soli 8 punti guadagnati e il penultimo posto, Bisoli viene sostituito da Domenico Di Carlo. L'arrivo del tecnico laziale non porta subito i buoni risultati sperati, almeno fino alla prima giornata del girone di ritorno, in cui il Cesena, espugnando Parma e vincendo contro la Lazio, si ritrova a 4 punti dalla salvezza. La vittoria ottenuta alla 25ª giornata contro l'Udinese (1-0, con ancora gol di Alejandro Rodríguez) si rivelerà l'ultima della stagione sicché Il 10 maggio 2015, perdendo contro il Sassuolo per 3-2, il Cesena retrocede in Serie B con tre turni d'anticipo, chiudendo poi il campionato al 19º posto in classifica con soli 24 punti (4 vittorie, 12 pareggi e 22 sconfitte).

## Divise e sponsor
Lo sponsor tecnico della stagione 2014-2015 è Lotto. Lo sponsor ufficiale è Prink. La prima maglia è bianca con inserti neri, calzoncini neri e calzettoni bianchi. La seconda maglia è nera con inserti bianchi, calzoncini bianchi e calzettoni neri. La terza maglia è rosa con banda trasversale bianca e nera, calzoncini neri e calzettoni rosa.
| Casa | Trasferta | Terza Divisa | Portiere |

## Rosa
| N. |                                 | Ruolo | Calciatore          |
| -- | ------------------------------- | ----- | ------------------- |
| 1  | Italia (bandiera)               | P     | Nicola Leali        |
| 2  | Romania (bandiera)              | D     | Constantin Nica     |
| 3  | Italia (bandiera)               | D     | Antonio Mazzotta    |
| 4  | Italia (bandiera)               | C     | Luca Valzania       |
| 5  | Italia (bandiera)               | C     | Luigi Giorgi        |
| 6  | Italia (bandiera)               | D     | Stefano Lucchini    |
| 7  | Colombia (bandiera)             | C     | Carlos Carbonero    |
| 8  | Italia (bandiera)               | C     | Giuseppe De Feudis  |
| 9  | Spagna (bandiera)               | A     | Alejandro Rodríguez |
| 10 | Italia (bandiera)               | C     | Manuel Coppola      |
| 11 | Italia (bandiera)               | A     | Franco Brienza      |
| 14 | Italia (bandiera)               | D     | Massimo Volta       |
| 15 | Slovenia (bandiera)             | D     | Luka Krajnc         |
| 16 | Italia (bandiera)               | P     | Alberto Iglio       |
| 17 | Islanda (bandiera)              | D     | Hörður Magnússon    |
| 18 | Bosnia ed Erzegovina (bandiera) | A     | Milan Đurić         |
| 19 | Italia (bandiera)               | A     | Davide Succi        |

| N. |                         | Ruolo | Calciatore         |
| -- | ----------------------- | ----- | ------------------ |
| 22 | Burkina Faso (bandiera) | C     | Abdul Yabré        |
| 23 | Italia (bandiera)       | C     | Andrea Tabanelli   |
| 24 | Italia (bandiera)       | D     | Gabriele Perico    |
| 25 | Italia (bandiera)       | D     | Daniele Capelli    |
| 26 | Belgio (bandiera)       | C     | Gaby Mudingayi     |
| 27 | Portogallo (bandiera)   | A     | Hugo Almeida       |
| 30 | Italia (bandiera)       | P     | Federico Agliardi  |
| 32 | Italia (bandiera)       | A     | Gabriele Moncini   |
| 33 | Italia (bandiera)       | D     | Francesco Renzetti |
| 34 | Italia (bandiera)       | C     | Emmanuel Cascione  |
| 44 | Italia (bandiera)       | C     | Riccardo Cazzola   |
| 56 | Italia (bandiera)       | C     | Nico Pulzetti      |
| 61 | Italia (bandiera)       | A     | Luca Garritano     |
| 77 | Brasile (bandiera)      | C     | Zé Eduardo         |
| 81 | Italia (bandiera)       | P     | Walter Bressan     |
| 89 | Italia (bandiera)       | A     | Guido Marilungo    |
| 92 | Francia (bandiera)      | A     | Grégoire Defrel    |

## Calciomercato

### Sessione estiva(dall'1/7 all'1/9)
| Acquisti         | Acquisti          | Acquisti    | Acquisti                   |
| R.               | Nome              | a           | Modalità                   |
| ---------------- | ----------------- | ----------- | -------------------------- |
| P                | Federico Agliardi | Bologna     | definitivo                 |
| P                | Walter Bressan    | Varese      | svincolato                 |
| P                | Nicola Leali      | Juventus    | prestito                   |
| D                | Luka Krajnc       | Genoa       | prestito                   |
| D                | Stefano Lucchini  | Atalanta    | definitivo (0,1 mln €)     |
| D                | Hörður Magnússon  | Juventus    | prestito                   |
| D                | Antonio Mazzotta  | Crotone     | definitivo (0,5 mln €)     |
| D                | Constantin Nica   | Atalanta    | prestito                   |
| D                | Massimo Volta     | Sampdoria   | prestito                   |
| C                | Franco Brienza    | Atalanta    | definitivo (0,1 mln €)     |
| C                | Carlos Carbonero  | River Plate | prestito                   |
| C                | Emmanuel Cascione | Parma       | definitivo                 |
| C                | Riccardo Cazzola  | Atalanta    | prestito                   |
| C                | Manuel Coppola    | Siena       | svincolato                 |
| C                | Luigi Giorgi      | Atalanta    | prestito                   |
| C                | Gabriele Perico   | Cagliari    | definitivo (0,1 mln €)     |
| C                | Nico Pulzetti     | Bologna     | prestito                   |
| C                | Andrea Tabanelli  | Cagliari    | fine prestito              |
| C                | Zé Eduardo        | Parma       | definitivo (0,3 mln €)     |
| A                | Hugo Almeida      |             | svincolato                 |
| A                | Milan Đurić       | Cittadella  | fine prestito              |
| Altre operazioni |                   |             |                            |
| R.               | Nome              | da          | Modalità                   |
| D                | Davide Adorni     | Parma       | riscatto compartecipazione |
| D                | Carlo Crialese    | Parma       | definitivo                 |
| D                | Luigi Palumbo     | Cavese      | fine prestito              |
| D                | Fabio Reato       | Pavia       | compartecipazione          |
| D                | Mohamed Traoré    | Parma       | definitivo                 |
| D                | Matteo Zanini     | Pavia       | compartecipazione          |
| C                | Yago Del Piero    | San Marino  | fine prestito              |
| C                | Felice Di Cecco   | Brescia     | definitivo                 |

| Cessioni | Cessioni            | Cessioni       | Cessioni      |
| R.       | Nome                | a              | Modalità      |
| -------- | ------------------- | -------------- | ------------- |
| P        | Andrea Campagnolo   |                | svincolato    |
| P        | Achille Coser       | Vicenza        | fine prestito |
| P        | Matteo Grandi       | Bassano Virtus | prestito      |
| P        | Riccardo Melgrati   | Südtirol       | prestito      |
| P        | Nicola Ravaglia     | Parma          | definitivo    |
| P        | Andrea Rossini      | Parma          | definitivo    |
| P        | Alex Teodorani      | Vis Pesaro     | prestito      |
| P        | Alessandro Tonti    | Teramo         | prestito      |
| D        | Masahudu Alhassan   | Genoa          | fine prestito |
| D        | Ismaël Bangoura     | San Marino     | prestito      |
| D        | Michele Camporese   | Fiorentina     | fine prestito |
| D        | Filippo Capitanio   | Santarcangelo  | prestito      |
| D        | Luca Ceccarelli     | Bologna        | definitivo    |
| D        | Nicolò Consolini    |                | svincolato    |
| D        | Carlo Crialese      | Cremonese      | prestito      |
| D        | Emanuele Fonte      | Brescia        | definitivo    |
| D        | Andrea Ingegneri    | Bassano Virtus | prestito      |
| D        | Riccardo Martinelli |                | svincolato    |
| D        | Fabio Reato         | Forlì          | prestito      |
| D        | Luca Ricci          | Catanzaro      | definitivo    |
| D        | Mohamed Traoré      | Santarcangelo  | prestito      |
| D        | Matteo Zanini       | Cosenza        | prestito      |
| C        | Tommaso Arrigoni    | Forlì          | prestito      |
| C        | Luca Belingheri     | Livorno        | fine prestito |
| C        | Simone Braccini     | Correggese     | prestito      |
| C        | Fabrizio Bramati    | Savona         | prestito      |
| C        | Nicola Capellini    | Forlì          | prestito      |
| C        | Marco D'Alessandro  | Roma           | fine prestito |
| C        | Nicola Del Pivo     |                | svincolato    |
| C        | Daniele Forte       | Bellaria       | definitivo    |
| C        | Roberto Gagliardini | Atalanta       | fine prestito |
| C        | Niccolò Galli       | Padova         | fine prestito |
| C        | Marco Mariani       | Giulianova     | definitivo    |
| C        | Louise Parfait      | Chiasso        | definitivo    |
| C        | Francesco Urso      | Vicenza        | definitivo    |
| A        | Sasa Cicarevic      | San Marino     | prestito      |
| A        | Sasha Cori          | Cosenza        | prestito      |
| A        | Nicolò Lolli        | Parma          | definitivo    |
| A        | Dominique Malonga   |                | svincolato    |
| A        | Gianluca Turchetta  | Parma          | definitivo    |

### Sessione invernale(dal 5/1 al 2/2)
| Acquisti | Acquisti        | Acquisti   | Acquisti      |
| R.       | Nome            | da         | Modalità      |
| -------- | --------------- | ---------- | ------------- |
| C        | Simone Braccini | Correggese | fine prestito |
| C        | Gaby Mudingayi  |            | svincolato    |

| Cessioni         | Cessioni         | Cessioni       | Cessioni              |
| R.               | Nome             | a              | Modalità              |
| ---------------- | ---------------- | -------------- | --------------------- |
| D                | Antonio Mazzotta | Catania        | prestito (0,1 mln €)  |
| C                | Manuel Coppola   | Catania        | svincolato            |
| C                | Luca Garritano   | Modena         | prestito (0,05 mln €) |
| A                | Hugo Almeida     | Kuban'         | svincolato            |
| Altre operazioni |                  |                |                       |
| R.               | Nome             | da             | Modalità              |
| D                | Davide Adorni    | Santarcangelo  | prestito              |
| D                | Simone Braccini  | Romagna Centro | prestito              |
| D                | Luigi Palumbo    | Gorica         | prestito              |
| C                | Felice Di Cecco  | Gorica         | prestito              |
| C                | Marco Đurić      | L'Aquila       | prestito              |
| C                | Ephraim O'Neal   | Tre Fiori      | prestito              |

## Risultati

### Serie A

#### Girone di andata
| Arbitro: | Peruzzo (Schio) |

|               |           |  |
| Rodríguez 38’ | Marcatori |  |

| Arbitro: | Irrati (Pistoia) |

|                                   |           |  |
| Candreva 19’ Parolo 56’ Mauri 90’ | Marcatori |  |

| Arbitro: | Gavillucci (Latina) |

|                          |           |                              |
| Marilungo 30’ Defrel 32’ | Marcatori | 55’ (rig.) Tavano 72’ Rugani |

| Arbitro: | Giacomelli (Trieste) |

|                                        |           |  |
| Vidal 18’ (rig.), 64’ Lichtsteiner 85’ | Marcatori |  |

| Arbitro: | Guida (Torre Annunziata) |

|           |           |          |
| Succi 10’ | Marcatori | 19’ Rami |

| Arbitro: | Mariani (Aprilia) |

|               |           |                       |
| Fernandes 62’ | Marcatori | 90+2’ (rig.) Cascione |

| Arbitro: | Damato (Barletta) |

|                           |           |                      |
| Dybala 33’ González 90+1’ | Marcatori | 61’ (rig.) Rodríguez |

| Arbitro: | Mazzoleni (Bergamo) |

|  |           |                   |
|  | Marcatori | 32’ (rig.) Icardi |

| Arbitro: | Tommasi (Bassano del Grappa) |

|                        |           |  |
| Destro 9’ De Rossi 81’ | Marcatori |  |

| Arbitro: | Calvarese (Teramo) |

|            |           |           |
| Defrel 22’ | Marcatori | 77’ Gómez |

| Arbitro: | Tagliavento (Terni) |

|                     |           |           |
| Pellissier 48’, 90’ | Marcatori | 88’ Đurić |

| Arbitro: | Gervasoni (Mantova) |

|              |           |                 |
| Lucchini 60’ | Marcatori | 77’ (aut.) Nica |

| Arbitro: | Russo (Nola) |

|  |           |                                        |
|  | Marcatori | 5’ Matri 7’ Antonelli 43’ (aut.) Volta |

| Arbitro: | Di Bello (Brindisi) |

|                                          |           |                 |
| Benalouane 46’ Stendardo 50’ Moralez 52’ | Marcatori | 31’, 43’ Defrel |

| Arbitro: | Orsato (Schio) |

|                  |           |                                                      |
| Savić 60’ (aut.) | Marcatori | 44’ Valero 47’ Savić 79’ Rodríguez 90+3’ El Hamdaoui |

| Arbitro: | Cervellera (Taranto) |

|                 |           |                  |
| Zaza 76’ (rig.) | Marcatori | 90+3’ Zè Eduardo |

| Arbitro: | Massa (Imperia) |

|             |           |                                                  |
| Brienza 75’ | Marcatori | 29’ Callejón 41’, 72’ Higuaín 64’ (aut.) Capelli |

| Arbitro: | Rizzoli (Bologna) |

|                           |           |             |
| João Pedro 11’ Donsah 27’ | Marcatori | 89’ Brienza |

| Arbitro: | Guida (Torre Annunziata) |

|                                |           |                                        |
| Brienza 43’ (rig.), 85’ (rig.) | Marcatori | 20’ Benassi 22’ Quagliarella 87’ López |

#### Girone di ritorno
| Arbitro: | Tagliavento (Terni) |

|                     |           |                            |
| Cascione 76’ (aut.) | Marcatori | 21’ Pulzetti 89’ Rodriguez |

| Arbitro: | Peruzzo (Schio) |

|                               |           |           |
| Defrel 60’ Cataldi 77’ (aut.) | Marcatori | 87’ Klose |

| Arbitro: | Orsato (Schio) |

|                              |           |  |
| Maccarone 29’ Signorelli 57’ | Marcatori |  |

| Arbitro: | Russo (Nola) |

|                       |           |                          |
| Đurić 17’ Brienza 70’ | Marcatori | 27’ Morata 33’ Marchisio |

| Arbitro: | Tommasi (Bassano del Grappa) |

|                                    |           |  |
| Bonaventura 22’ Pazzini 90’ (rig.) | Marcatori |  |

| Arbitro: | Doveri (Roma 1) |

|               |           |  |
| Rodriguez 76’ | Marcatori |  |

| Cesena 8 marzo 2015, ore 12:30 CET 26ª giornata | Cesena          | 0 – 0 referto | Palermo | Orogel Stadium-Dino Manuzzi (15 071 spett.)\| Arbitro: \| Banti (Livorno) \| |
| Arbitro:                                        | Banti (Livorno) |               |         |                                                                              |

| Arbitro: | Gervasoni (Mantova) |

|             |           |            |
| Palacio 48’ | Marcatori | 30’ Defrel |

| Arbitro: | Damato (Barletta) |

|  |           |              |
|  | Marcatori | 41’ De Rossi |

| Arbitro: | Orsato (Schio) |

|                        |           |                                     |
| Toni 3’, 62’ Gómez 30’ | Marcatori | 70’ Carbonero 77’ Brienza 81’ Succi |

| Arbitro: | Valeri (Roma 2) |

|  |           |                |
|  | Marcatori | 82’ Pellissier |

| Genova 18 aprile 2015, ore 18:00 CEST 31ª giornata | Sampdoria            | 0 – 0 referto | Cesena | Stadio Luigi Ferraris (21 182 spett.)\| Arbitro: \| Giacomelli (Trieste) \| |
| Arbitro:                                           | Giacomelli (Trieste) |               |        |                                                                             |

| Arbitro: | Peruzzo (Schio) |

|                                                   |           |               |
| Bertolacci 38’ Perotti 45+3’ (rig.) Pavoletti 53’ | Marcatori | 69’ Carbonero |

| Arbitro: | Rizzoli (Bologna) |

|                                  |           |                  |
| Brienza 56’ (rig.) Carbonero 70’ | Marcatori | 50’, 82’ Pinilla |

| Arbitro: | Doveri (Roma 1) |

|                                      |           |               |
| Iličič 31’ (rig.), 35’ Gilardino 56’ | Marcatori | 59’ Rodríguez |

| Arbitro: | Banti (Livorno) |

|                        |           |                                   |
| Defrel 15’ Brienza 29’ | Marcatori | 48’ Zaza 51’ Taïder 69’ Missiroli |

| Arbitro: | Irrati (Pistoia) |

|                                  |           |                   |
| Mertens 19’, 57’ Gabbiandini 21’ | Marcatori | 15’, 45+2’ Defrel |

| Arbitro: | Abbattista (Molfetta) |

|  |           |           |
|  | Marcatori | 90+1’ Sau |

| Arbitro: | Di Paolo (Avezzano) |

|                                                           |           |  |
| J. Martínez 10’ M. López 16’, 70’ Benassi 31’ Moretti 49’ | Marcatori |  |

### Coppa Italia

#### Turni preliminari
| Arbitro: | Abbattista (Molfetta) |

|               |           |  |
| Marilungo 35’ | Marcatori |  |

| Arbitro: | Tommasi (Bassano del Grappa) |

|                                                            |           |                    |
| Allan 20’ Fernandes 44’ Lucas Evangelista 99’ Théréau 113’ | Marcatori | 4’ Đurić 55’ Succi |

## Statistiche

### Statistiche di squadra
| Competizione | Punti | In casa | In casa | In casa | In casa | In casa | In casa | In trasferta | In trasferta | In trasferta | In trasferta | In trasferta | In trasferta | Totale | Totale | Totale | Totale | Totale | Totale | DR  |
| Competizione | Punti | G       | V       | N       | P       | Gf      | Gs      | G            | V            | N            | P            | Gf           | Gs           | G      | V      | N      | P      | Gf     | Gs     | DR  |
| ------------ | ----- | ------- | ------- | ------- | ------- | ------- | ------- | ------------ | ------------ | ------------ | ------------ | ------------ | ------------ | ------ | ------ | ------ | ------ | ------ | ------ | --- |
| Serie A      | 24    | 19      | 3       | 7       | 9       | 19      | 31      | 19           | 1            | 5            | 13           | 17           | 42           | 38     | 4      | 12     | 22     | 36     | 73     | -37 |
| Coppa Italia | -     | 1       | 1       | 0       | 0       | 1       | 0       | 1            | 0            | 0            | 1            | 2            | 4            | 2      | 1      | 0      | 1      | 3      | 4      | −1  |
| Totale       | 24    | 20      | 4       | 7       | 9       | 20      | 31      | 19           | 1            | 5            | 14           | 46           | 41           | 40     | 5      | 12     | 23     | 39     | 77     | -38 |

### Andamento in campionato
| Giornata  | 1 | 2  | 3  | 4  | 5  | 6  | 7  | 8  | 9  | 10 | 11 | 12 | 13 | 14 | 15 | 16 | 17 | 18 | 19 | 20 | 21 | 22 | 23 | 24 | 25 | 26 | 27 | 28 | 29 | 30 | 31 | 32 | 33 | 34 | 35 | 36 | 37 | 38 |
| --------- | - | -- | -- | -- | -- | -- | -- | -- | -- | -- | -- | -- | -- | -- | -- | -- | -- | -- | -- | -- | -- | -- | -- | -- | -- | -- | -- | -- | -- | -- | -- | -- | -- | -- | -- | -- | -- | -- |
| Luogo     | C | T  | C  | T  | C  | T  | T  | C  | T  | C  | T  | C  | C  | T  | C  | T  | C  | T  | C  | T  | C  | T  | C  | T  | C  | C  | T  | C  | T  | C  | T  | T  | C  | T  | C  | T  | C  | T  |
| Risultato | V | P  | N  | P  | N  | N  | P  | P  | P  | N  | P  | N  | P  | P  | P  | N  | P  | P  | P  | V  | V  | P  | N  | P  | V  | N  | N  | P  | N  | P  | N  | P  | N  | P  | P  | P  | P  | P  |
| Posizione | 5 | 12 | 11 | 13 | 13 | 13 | 15 | 17 | 18 | 18 | 19 | 19 | 19 | 19 | 19 | 19 | 19 | 19 | 19 | 19 | 19 | 19 | 19 | 19 | 19 | 19 | 19 | 19 | 18 | 18 | 18 | 19 | 19 | 19 | 19 | 19 | 19 | 19 |

Fonte:  Serie A – Classifiche, su sport.sky.it, Sky Sport. URL consultato il 13 settembre 2014 (archiviato dall'url originale l'11 settembre 2014).
Legenda:

Luogo: C = Casa; T = Trasferta. Risultato: V = Vittoria; N = Pareggio; P = Sconfitta.

### Statistiche dei giocatori
Sono in corsivo i calciatori che hanno lasciato la società a stagione in corso.
| Giocatore    | Serie A  | Serie A | Serie A     | Serie A    | Coppa Italia | Coppa Italia | Coppa Italia | Coppa Italia | Totale   | Totale | Totale      | Totale     |
| Giocatore    | Presenze | Reti    | Ammonizioni | Espulsioni | Presenze     | Reti         | Ammonizioni  | Espulsioni   | Presenze | Reti   | Ammonizioni | Espulsioni |
| ------------ | -------- | ------- | ----------- | ---------- | ------------ | ------------ | ------------ | ------------ | -------- | ------ | ----------- | ---------- |
| F. Agliardi  | 10       | -19     | 0           | 0          | 1            | -4           | 0            | 0            | 11       | -23    | 0           | 0          |
| H. Almeida   | 10       | 0       | 0           | 0          | 0            | 0            | 0            | 0            | 10       | 0      | 0           | 0          |
| W. Bressan   | 1        | -5      | 0           | 0          | 0            | 0            | 0            | 0            | 1        | -5     | 0           | 0          |
| F. Brienza   | 30       | 8       | 2           | 0          | 1            | 0            | 0            | 0            | 31       | 8      | 2           | 0          |
| D. Capelli   | 30       | 0       | 10          | 0          | 2            | 0            | 1            | 0            | 32       | 0      | 11          | 0          |
| C. Carbonero | 22       | 3       | 7           | 0          | 0            | 0            | 0            | 0            | 22       | 3      | 7           | 0          |
| E. Cascione  | 29       | 1       | 7           | 0          | 1            | 0            | 1            | 0            | 30       | 1      | 8           | 0          |
| R. Cazzola   | 6        | 0       | 0           | 0          | 1            | 0            | 1            | 0            | 7        | 0      | 1           | 0          |
| M. Coppola   | 11       | 0       | 4           | 1          | 2            | 0            | 0            | 0            | 13       | 0      | 4           | 1          |
| N. Dal Monte | 4        | 0       | 0           | 0          | 0            | 0            | 0            | 0            | 4        | 0      | 0           | 0          |
| G. De Feudis | 25       | 0       | 4           | 0          | 2            | 0            | 0            | 0            | 27       | 0      | 4           | 0          |
| G. Defrel    | 34       | 9       | 7           | 0          | 2            | 0            | 0            | 0            | 36       | 9      | 7           | 0          |
| M. Đurić     | 28       | 2       | 1           | 0          | 2            | 1            | 1            | 0            | 30       | 3      | 2           | 0          |
| L. Garritano | 6        | 0       | 1           | 0          | 0            | 0            | 0            | 0            | 6        | 0      | 1           | 0          |
| L. Giorgi    | 27       | 0       | 9           | 0          | 0            | 0            | 0            | 0            | 27       | 0      | 9           | 0          |
| L. Krajnc    | 22       | 0       | 3           | 0          | 1            | 0            | 1            | 0            | 23       | 0      | 4           | 0          |
| N. Leali     | 28       | -49     | 0           | 1          | 1            | 0            | 0            | 0            | 29       | -49    | 0           | 1          |
| S. Lucchini  | 28       | 1       | 10          | 0          | 2            | 0            | 0            | 0            | 30       | 1      | 10          | 0          |
| H. Magnússon | 12       | 0       | 1           | 0          | 0            | 0            | 0            | 0            | 12       | 0      | 1           | 0          |
| G. Marilungo | 8        | 1       | 0           | 0          | 1            | 1            | 0            | 0            | 9        | 2      | 0           | 0          |
| A. Mazzotta  | 10       | 0       | 1           | 0          | 1            | 0            | 0            | 0            | 11       | 0      | 1           | 0          |
| G. Moncini   | 2        | 0       | 0           | 0          | 0            | 0            | 0            | 0            | 2        | 0      | 0           | 0          |
| G. Mudingayi | 9        | 0       | 4           | 0          | 0            | 0            | 0            | 0            | 9        | 0      | 4           | 0          |
| C. Nica      | 8        | 0       | 2           | 0          | 0            | 0            | 0            | 0            | 8        | 0      | 2           | 0          |
| G. Perico    | 21       | 0       | 7           | 0          | 1            | 0            | 1            | 0            | 22       | 0      | 8           | 0          |
| N. Pulzetti  | 9        | 1       | 1           | 0          | 0            | 0            | 0            | 0            | 9        | 1      | 1           | 0          |
| F. Renzetti  | 22       | 0       | 3           | 0          | 1            | 0            | 0            | 0            | 23       | 0      | 3           | 0          |
| A. Rodríguez | 25       | 5       | 4           | 0          | 0            | 0            | 0            | 0            | 25       | 5      | 4           | 0          |
| D. Succi     | 9        | 2       | 2           | 0          | 1            | 1            | 0            | 0            | 10       | 3      | 2           | 0          |
| A. Tabanelli | 7        | 0       | 0           | 0          | 2            | 0            | 0            | 0            | 9        | 0      | 0           | 0          |
| L. Valzania  | 2        | 0       | 1           | 0          | 1            | 0            | 0            | 0            | 3        | 0      | 1           | 0          |
| M. Volta     | 24       | 0       | 8           | 1          | 1            | 0            | 0            | 0            | 25       | 0      | 8           | 1          |
| Zé Eduardo   | 13       | 1       | 2           | 1          | 1            | 0            | 0            | 0            | 14       | 1      | 2           | 1          |